# Linea S5 (S-Bahn di Berlino)
La Linea S5 (S-Bahn di Berlino) è una delle linee ferroviarie della S-Bahn di Berlino. Opera tra le stazioni di Strausberg Nord e di Westkreuz utilizzando le infrastrutture ferroviarie delle seguenti linee:
- ferrovia Strausberg–Strausberg Nord, completata nel 1955 ed elettrificata nel 1956,
- una sezione della Ostbahn, aperta il 1º ottobre 1866 ed elettrificata il 6 novembre 1928,
- la Stadtbahn, aperta il 7 febbraio 1882 ed elettrificata l'11 giugno 1928,
- la ferrovia suburbana di Spandau, aperta tra il 1909 e il 1911 ed elettrificata nel 1928.

Alla sua estremità orientale, tra Strausberg e Strausberg Nord, la linea è servita da un treno S-Bahn solo una volta ogni 40 minuti al massimo, rendendolo il tratto meno frequente dell'intera rete.